# Alfred Owen Crozier
Pour les articles homonymes, voir Crozier.

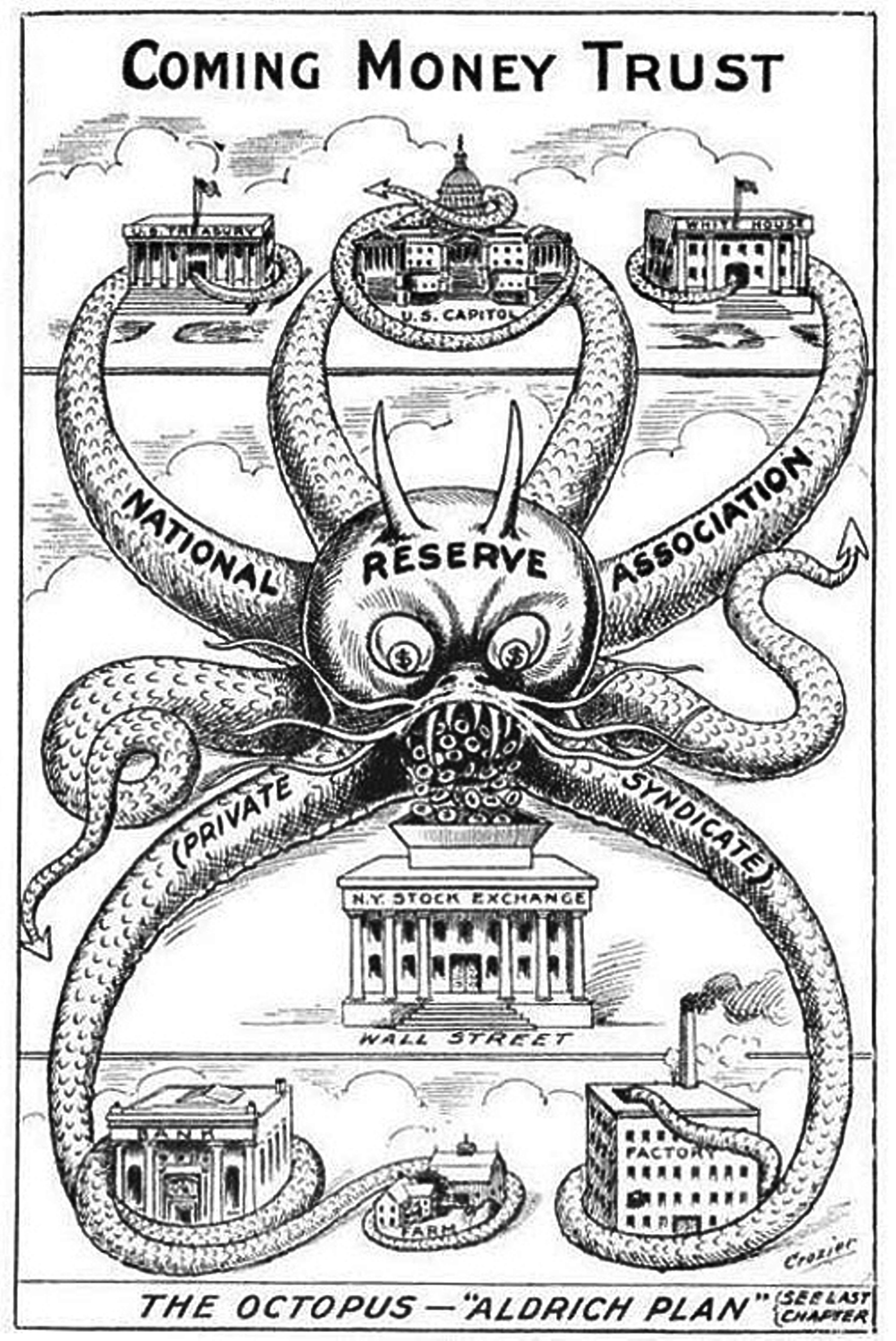
Dessin publié par Alfred Owen Crozier un an avant la création du système de la Réserve fédérale.

Alfred Owen Crozier (1863-1939) est un avocat et essayiste du Midwest, connu pour avoir publié huit livres sur le système politique, légal et monétaire des États-Unis.

## Biographie
Il est surtout connu pour son livre US Money Vs Corporation Currency, "Aldrich Plan," Wall Street Confessions! Great Bank Combine de 1912, dans lequel il attaque le projet de Réserve fédérale. Il se méfiait du système bancaire étatique mais encore plus du contrôle par le secteur privé de la monnaie américaine.

## Publications
- The Magnet: A Romance of the Battles of Modern Giants (1908)
- Nation of Nations: The Way to Permanent Peace; A Supreme Constitution for the Government of Governments (1914)
- League of Nations: Shall It Be an Alliance, or a Nation of Nations? Must Be One or the Other! (1919)
- What Ails our Country?: Cause of and Cure for Booms, Crashes, Depressions and Bank Failures (1933).